# Asma Elghaoui
Asma Elghaoui (în arabă أسماء الغاوي) (n. 29 august 1991, în Monastir) este o handbalistă tunisiană care joacă pentru clubul românesc SCM Râmnicu Vâlcea și pentru echipa națională a Ungariei, după ce a fost naturalizată de această țară. Din 2024 are cetățenia română. Elghaoui evoluează pe postul de pivot. În trecut, ea a fost componentă a selecționatelor Tunisiei care au luat parte la Campionatele Mondiale din 2009, 2011 și 2013.

## Biografie
Asma Elghaoui a început să joace handbal în orașul natal, la echipa Ribat Monastir. În 2008, la Campionatul Mondial de Handbal pentru Junioare, El Ghaoui a înscris 77 de goluri în doar 6 meciuri. În 2009, la numai 18 ani, Elghaoui a fost selectată în naționala de senioare a Tunisiei care a terminat pe locul 14 la Campionatul Mondial din China. Anul următor, Asma Elghaoui a fost cea mai bună marcatoare a Tunisiei la Campionatul Mondial pentru Tineret din 2010, cu 48 de goluri înscrise. Un an mai târziu, ea a fost din nou selecționată în naționala de senioare a țării sale care s-a clasat pe locul 18 la Campionatul Mondial din 2011. În 2012, Asma Elghaoui a fost declarată cel mai bun pivot la Campionatul African de Handbal Feminin din Maroc.
În septembrie 2013, după accidentarea pivotului Priscilla Marchal, handbalista tunisiană a fost transferată de clubul francez HBC Nîmes, pentru care a jucat un sezon. În 2013, Elghaoui a fost componentă a echipei Tunisiei care s-a clasat pe locul 17 la Campionatul Mondial din Serbia.
Din Franța, Asma Elghaoui s-a transferat în 2014 în Rusia, la Dinamo-Sinara, echipă alături de care a jucat pentru prima dată în cariera sa în Liga Campionilor EHF, în sezonul 2014-2015. În 2015, a semnat cu echipa maghiară Siófok KC, iar în decembrie 2016, s-a transferat la Győri Audi ETO KC, înlocuind-o pe Heidi Løke, care era însărcinată. Împreună cu Győri ETO KC a câștigat Liga Campionilor ediția 2016-2017. După o jumătate de sezon la Győri Audi ETO, Asma Elghaoui s-a întors la Siófok KC, cu care a câștigat, în 2019, Cupa EHF. În 2019, ea s-a transferat la SCM Râmnicu Vâlcea. În mai 2024 Asma Elghaoui a născut un băiat.

## Palmares
- Nemzeti Bajnokság I:
  -  Câștigătoare: 2017
  -  Medalie de bronz: 2019

- Magyar Kupa:
  -  Finalistă: 2017

- Liga Națională:
  -  Medalie de bronz: 2021, 2022

- Cupa României:
  -  Câștigătoare: 2020
  -  Finalistă: 2022

- Supercupa României:
  -  Câștigătoare: 2020
  -  Finalistă: 2019

- Liga Campionilor EHF:
  -  Câștigătoare: 2017
  - Locul IV: 2015
  - Sfertfinalistă: 2020
  - Optimi de finală: 2021

- Liga Europeană:
  - Sfertfinalistă: 2022, 2023

- Cupa EHF:
  -  Câștigătoare: 2019

- Campionatul African:
  -  Câștigătoare: 2014
  -  Medalie de argint: 2012

## Performanțe individuale
- Cel mai bun pivot în Liga Campionilor: 2019-2020;[30][31][32][33]